# Pedro Taborda
Pedro Manuel Taborda Moreira (* 22. Juni 1978 in Covilhã, Distrikt Castelo Branco) ist ein ehemaliger portugiesischer Fußballspieler. Der Torhüter bestritt insgesamt 108 Spiele in der portugiesischen Primeira Liga und der rumänischen Liga 1.

## Karriere
Die Karriere von Taborda begann bei Ermesinde SC in der Segunda Divisão Portuguesa, der dritten portugiesischen Liga. Nach drei Jahren wechselte er im Sommer 2002 zum Ligakonkurrenten SC Freamunde, ehe ihn im Jahr 2004 Naval 1º de Maio verpflichtete, das in der Liga de Honra um den Aufstieg in die SuperLiga mitspielte. In der folgenden Spielzeit gelang mit Taborda als Stammtorhüter der angestrebte Aufstieg und er konnte mit Naval 1º de Maio dreimal die Klasse halten, wobei er in der Saison 2007/08 nicht mehr regelmäßig zum Einsatz kam.
Im Sommer 2008 verließ Taborda Portugal und wechselte nach Rumänien zum FC Timișoara. Dort ist er Stellvertreter von Stammtorwart Costel Pantilimon und konnte dadurch kaum etwas zur Vizemeisterschaft 2009 und 2011 sowie zum Erreichen des Pokalfinals im Jahr 2009 beitragen. Nachdem der Klub im Sommer 2011 keine Lizenz mehr erhielt und absteigen musste, kehrte er zu Naval 1º de Maio zurück, das mittlerweile in der Segunda Liga spielte. Dort verpasste er in der Saison 2011/12 den Aufstieg. Im Sommer 2012 holte ihn der FC Brașov zurück in die Liga 1. Er kehrte jedoch schon in der Winterpause nach Naval zurück, stieg mit dem Klub aber am Ende der Spielzeit 2012/13 ab. Er verließ den Verein zu Ligakonkurrent SC Covilhã. Im Sommer 2016 erhielt er die Möglichkeit, als Ersatztorhüter zu Moreirense FC in die Primeira Liga zu wechseln. Nach einem Einsatz beendete er dort im Jahr 2017 seine Laufbahn.

## Erfolge
- Rumänischer Vizemeister: 2009, 2011
- Rumänischer Pokalfinalist: 2009
- Aufstieg in die portugiesische SuperLiga: 2005